# St. Martin (Gundelfingen)

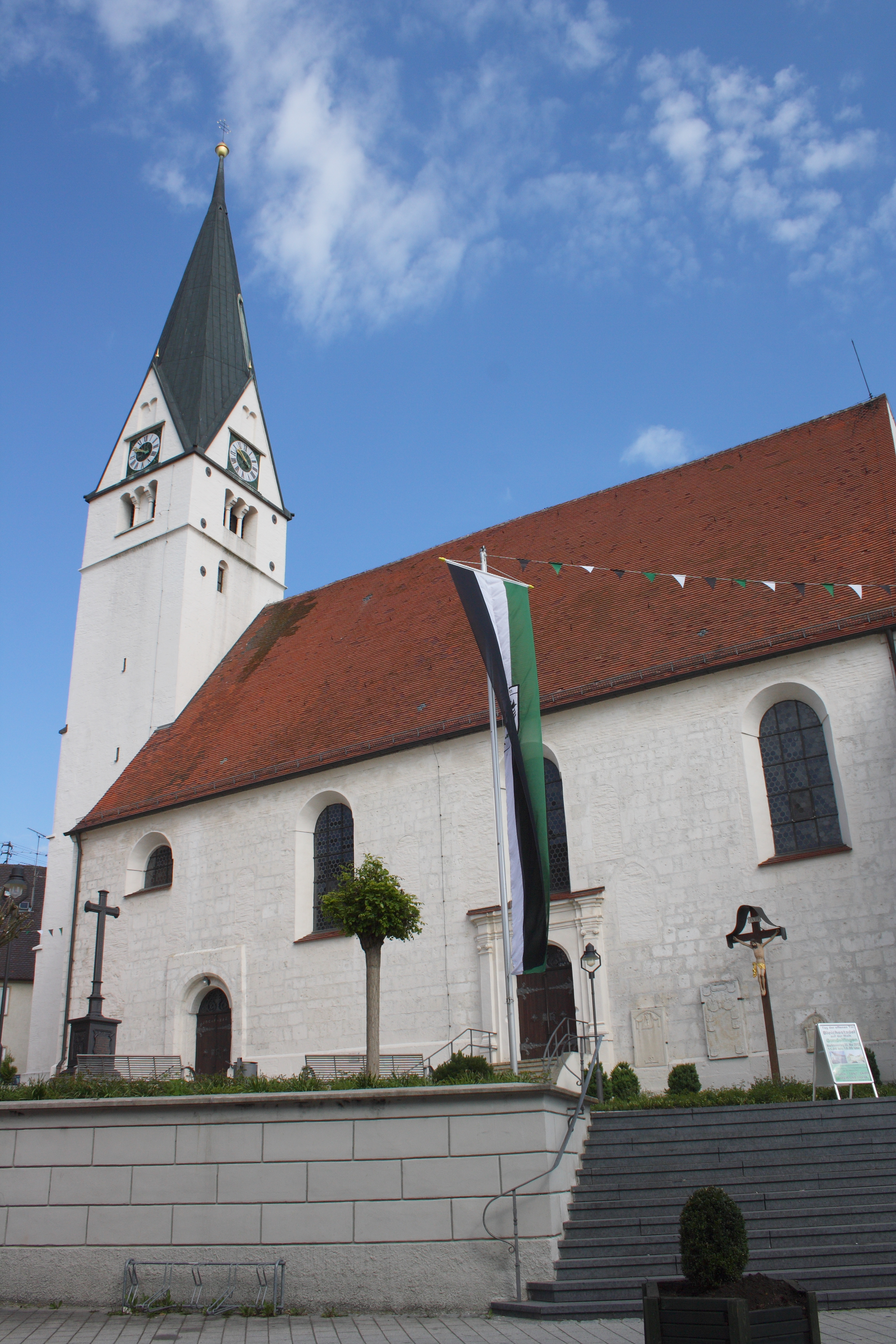
Pfarrkirche St. Martin in Gundelfingen

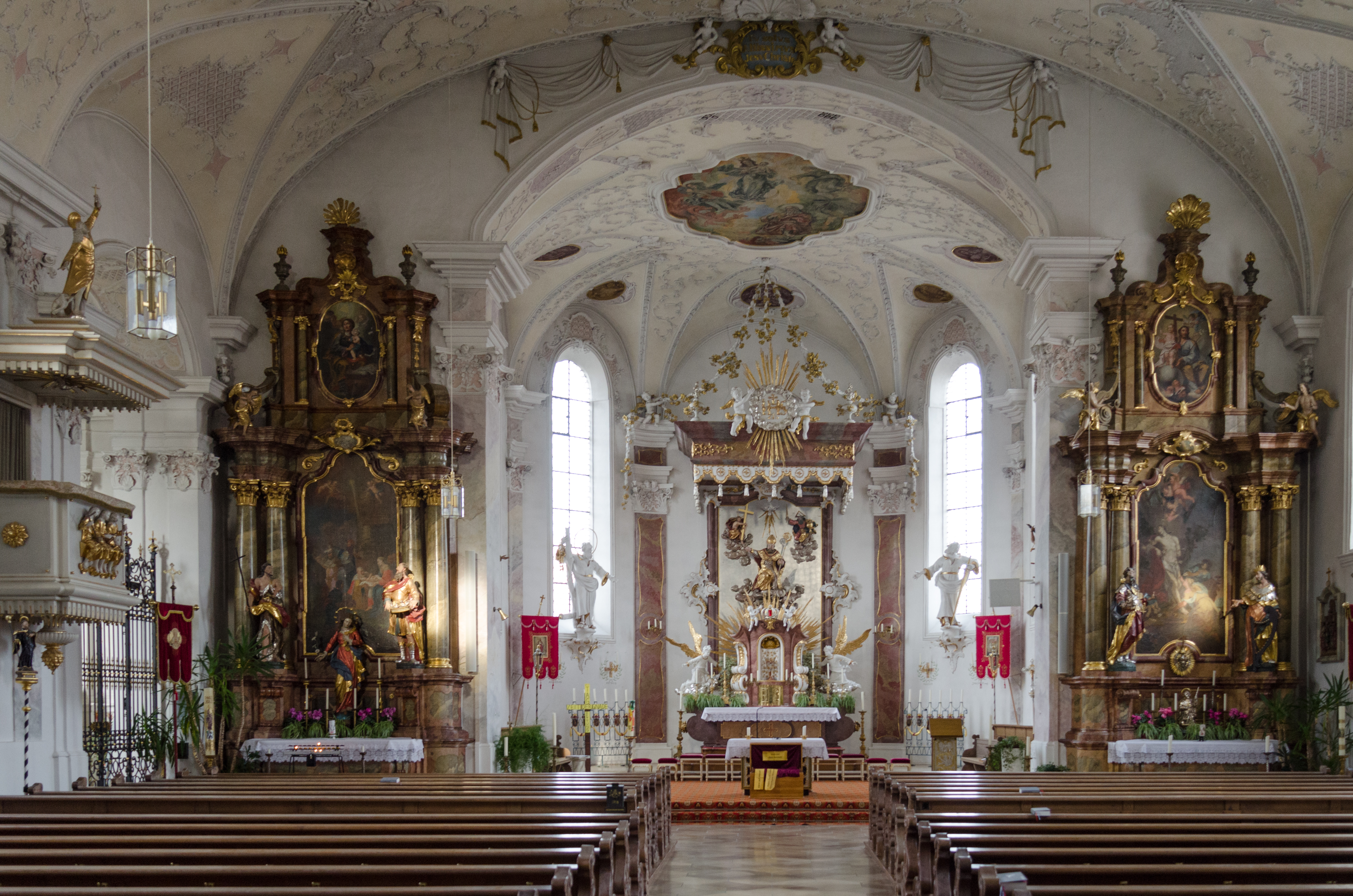
Innenraum

Die katholische Pfarrkirche St. Martin in Gundelfingen, einer Stadt im Landkreis Dillingen an der Donau im bayerischen Regierungsbezirk Schwaben, geht auf eine romanische Kirche des 12./13. Jahrhunderts zurück. Ihre heutige Gestalt erhielt die Kirche im 18. Jahrhundert. In der 1733 angebauten Leonhardskapelle ist ein Deckengemälde von Johann Baptist Enderle und der Stuck aus der Erbauungszeit erhalten.

## Geschichte
Das  Patrozinium des heiligen Martins lässt auf eine sehr alte Pfarrei schließen, deren Gründung in fränkische Zeit zurückgeführt wird. Als Vorgängerbau der heutigen Kirche wurde zwischen 1180 und 1220 eine romanische Kirche errichtet, von der noch Teile der in Quadermauerwerk ausgeführten Süd- und Westwand, das westliche Rundbogenportal und große Teile des quadratischen Westturms erhalten sind. Im 14. oder 15. Jahrhundert fügte man einen gotischen Chor an das Langhaus an und erhöhte vermutlich erstmals den Turm. 1510 wurde der Turm ein weiteres Mal erhöht. 1562/64 erfolgte der Umbau des Langhauses zu einer dreischiffigen Halle. Nach dem Anbau der Leonhardskapelle 1733 an das nördliche Langhaus wurde die Kirche 1735 von Johann Windschmidt und Matthias Kraus grundlegend umgestaltet und innen neu ausgestattet. Dabei wurden der Chor verbreitert und die Pfeiler des Langhauses entfernt. Stuck und Fresken wurden außer in der Leonhardskapelle 1947/49 neu geschaffen. 1949 wurde ein neubarocker Hochaltar aufgestellt. 1979 erfolgte eine Außen- und 1981/82 eine Innenrestaurierung.

## Architektur

### Außenbau

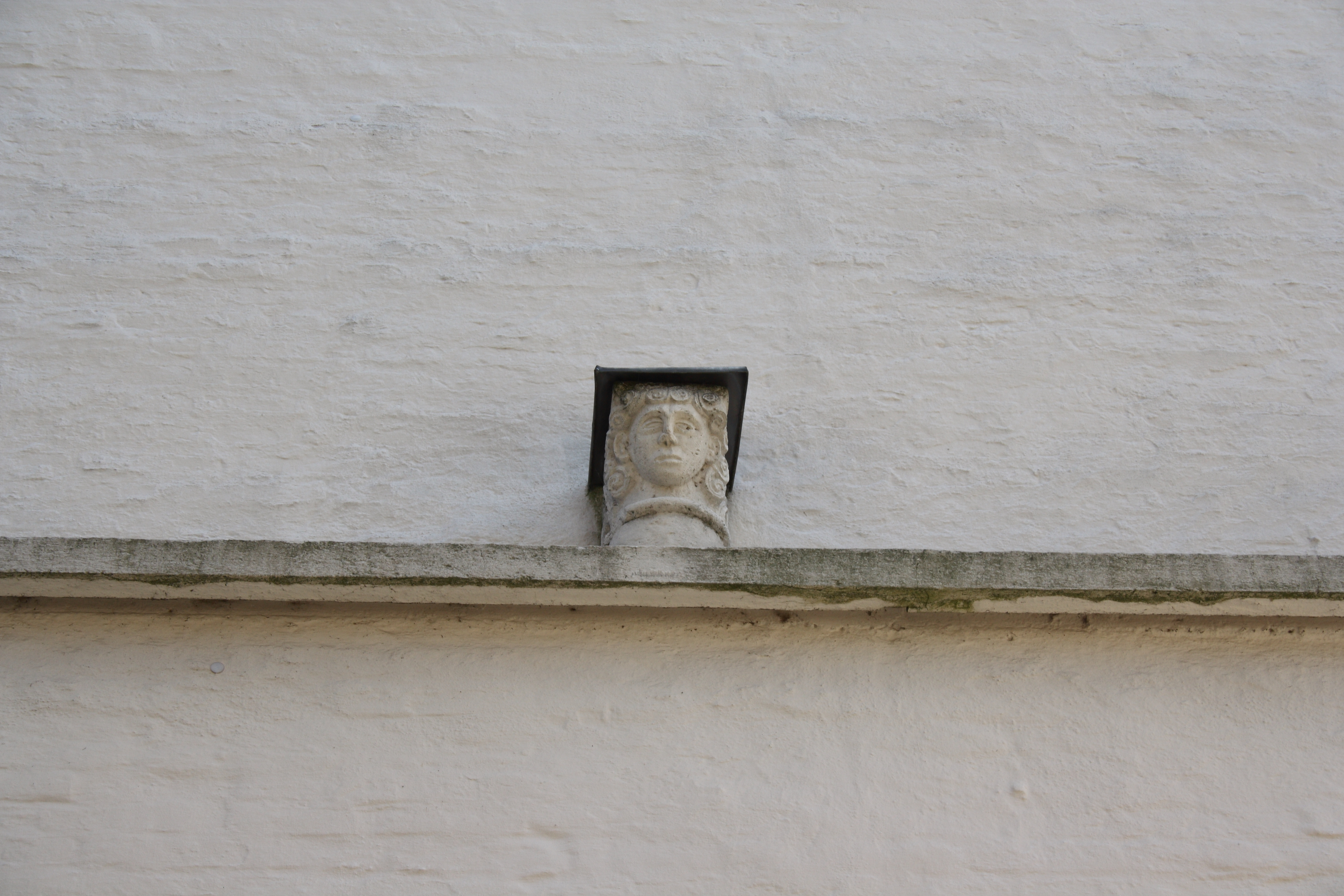
Romanische Spolie am Turm, um 1200

Die Nordwand ist aus den ursprünglichen, romanischen Quadern und Ziegelmauerwerk errichtet. An der Südwand sind die regelmäßig behauenen Quader des romanischen Vorgängerbaus erhalten. Eine Freitreppe führt zu dem von Pilastern mit ionischen Kapitellen und Architrav eingefassten Portal an der Südseite. In den Schlussstein ist die Jahreszahl 1746 eingemeißelt. Im westlichen Teil der Südfassade befindet sich ein weiterer Eingang, ein romanisches Rundbogenportal mit gefastem und gestuftem Gewände.
An der Westfassade erhebt sich der siebengeschossige Turm, den ein Spitzhelm mit vier Giebeln krönt. Die unteren Stockwerke sind von schlitzförmigen, rechteckigen Öffnungen durchbrochen. Die Rundbogenöffnung an der Ostseite des sechsten Stockwerkes stammt aus romanischer Zeit. Das siebte Geschoss ist im Norden, Osten und Süden von einer dreifachen, im Westen von einer doppelten Klangarkade durchbrochen. Die Giebelfelder sind mit Uhrzifferblättern besetzt, über denen gekuppelte, segmentbogige Blendfelder eingeschnitten sind. An der Westfassade des Turmes ist eine romanische Spolie verbaut, ein Kopf mit stilisierten Locken, der um 1200 datiert wird.

### Innenraum

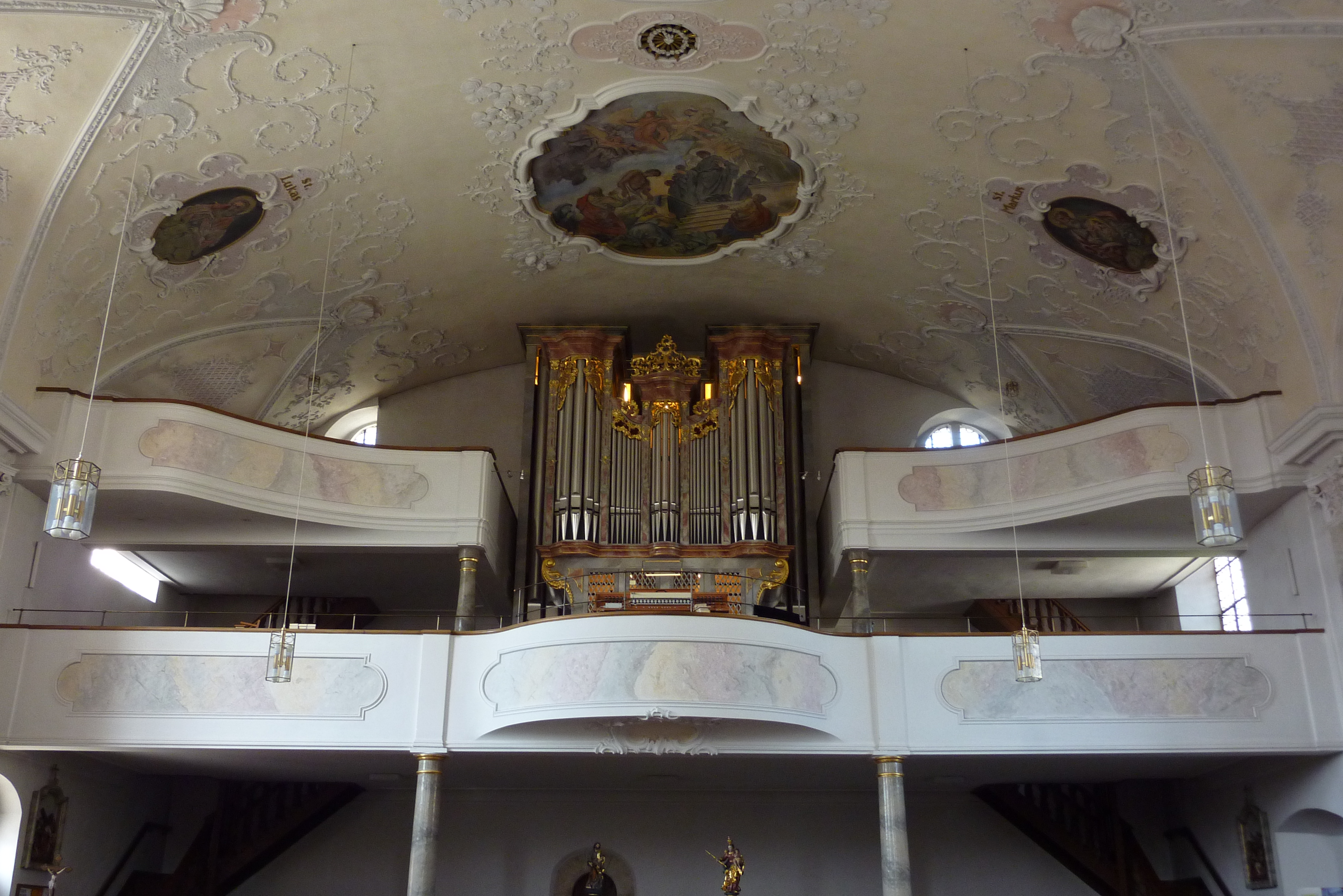
Doppelempore

Die seit dem Umbau von 1735 einschiffige Kirche ist in vier Achsen unterteilt und mit einer Tonne mit Stichkappen gedeckt. Der eingezogene, um eine Stufe erhöhte Chor ist dreiseitig geschlossen und besitzt eine Korbbogentonne mit Stichkappen. Die Wände des Langhauses werden durch doppelte, die Wände des Chors durch einfache Pilaster mit Volutenkapitellen gegliedert. Chor und Langhaus beleuchten große Rundbogenfenster. Den westlichen Abschluss bildet eine auf Holzsäulen aufliegende Doppelempore von 1735. Die obere Empore wird durch den Einbau der Orgel in zwei Hälften geteilt. Die Brüstung der unteren Empore ist in der Mitte ausgebaucht.

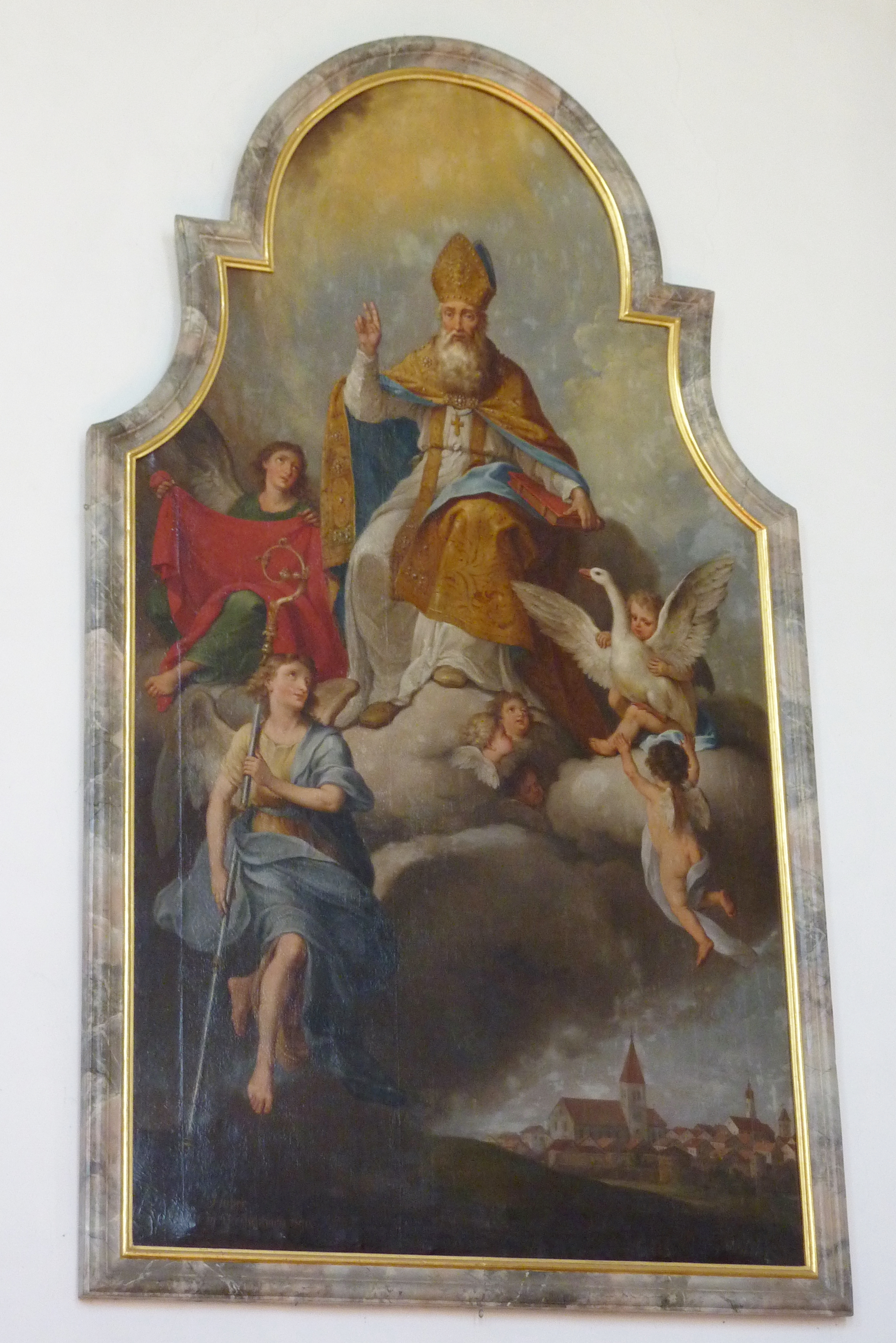
Heiliger Martin, Gemälde von Konrad Huber

## Ausstattung

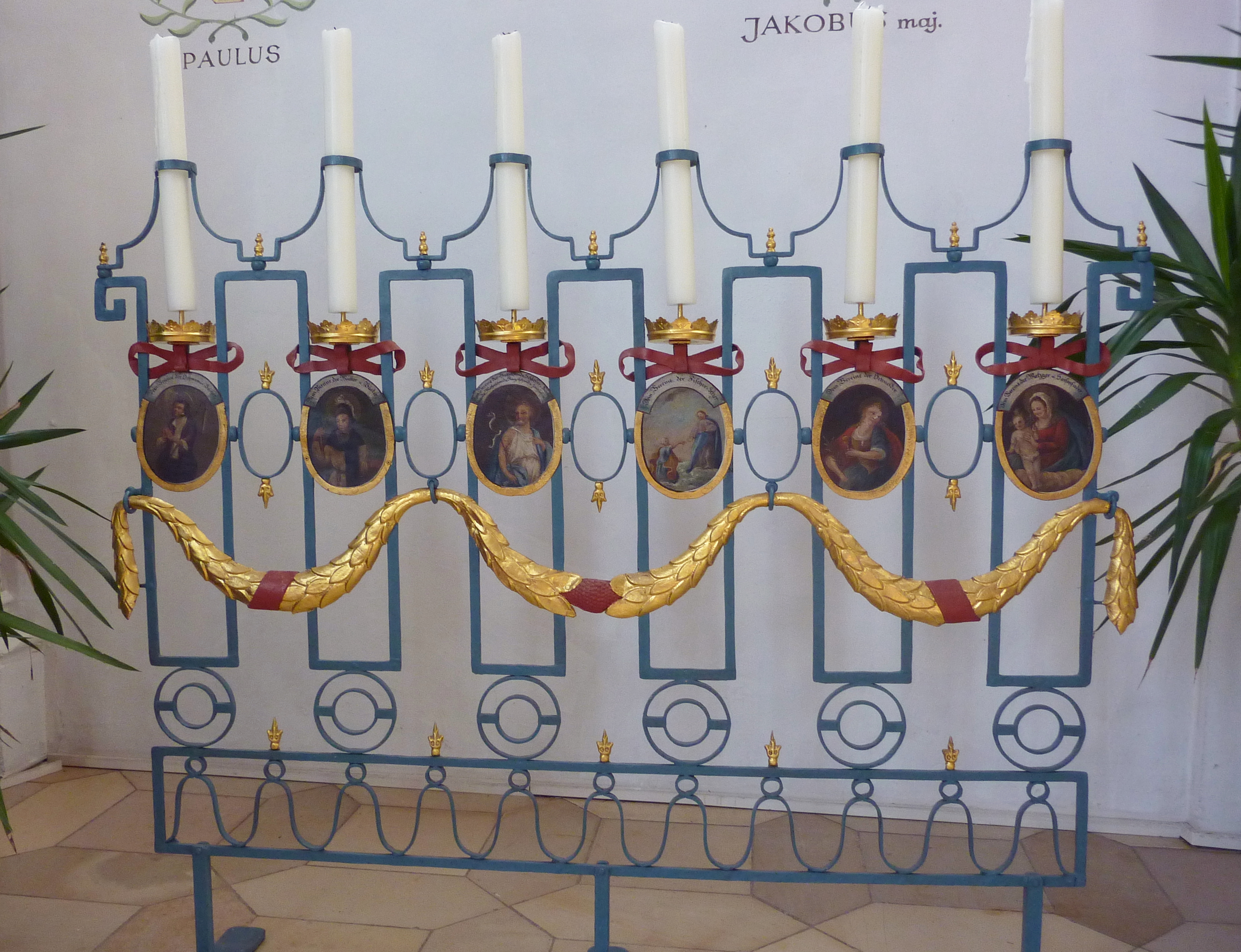
Zunftgitter aus dem frühen 19. Jahrhundert

- Das Gemälde von Konrad Huber mit der Darstellung des heiligen Martins war ehemals das Hochaltarbild. Es ist bezeichnet: Huber pinx in Weissenhorn 1810 (Konrad Huber malte es in Weissenhorn 1810).
- Die Skulptur der Muttergottes mit Jesuskind auf einer Prozessionsstange wird um 1720 datiert.
- Im Chor befindet sich ein klassizistisches Zunftgitter aus dem frühen 19. Jahrhundert mit Girlanden und Kerzenhalter. Auf den bemalten Blechtafeln sind die Schutzpatrone der jeweiligen Zunft dargestellt; z. B. der Apostel Petrus, der Patron der Fischer, der heilige Martin, der Patron der Müller und Bäcker, die heilige Barbara, die Patronin der Schneider, der heilige Vitus, der Patron der Bierbrauer, Cosmas und Damian, die Patrone der Schumacher, Gerber und Sattler.

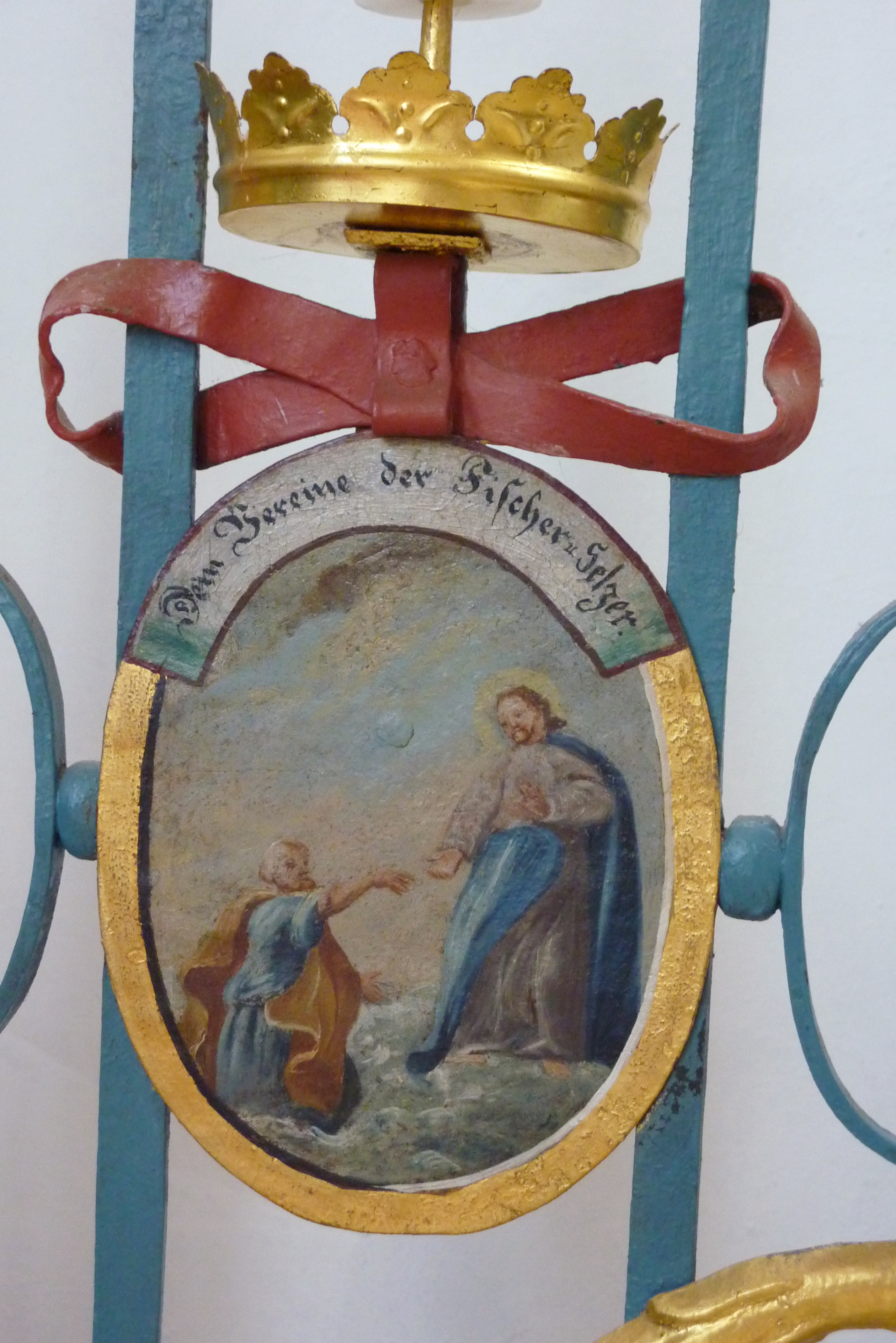
Apostel Petrus, Patron der Fischer
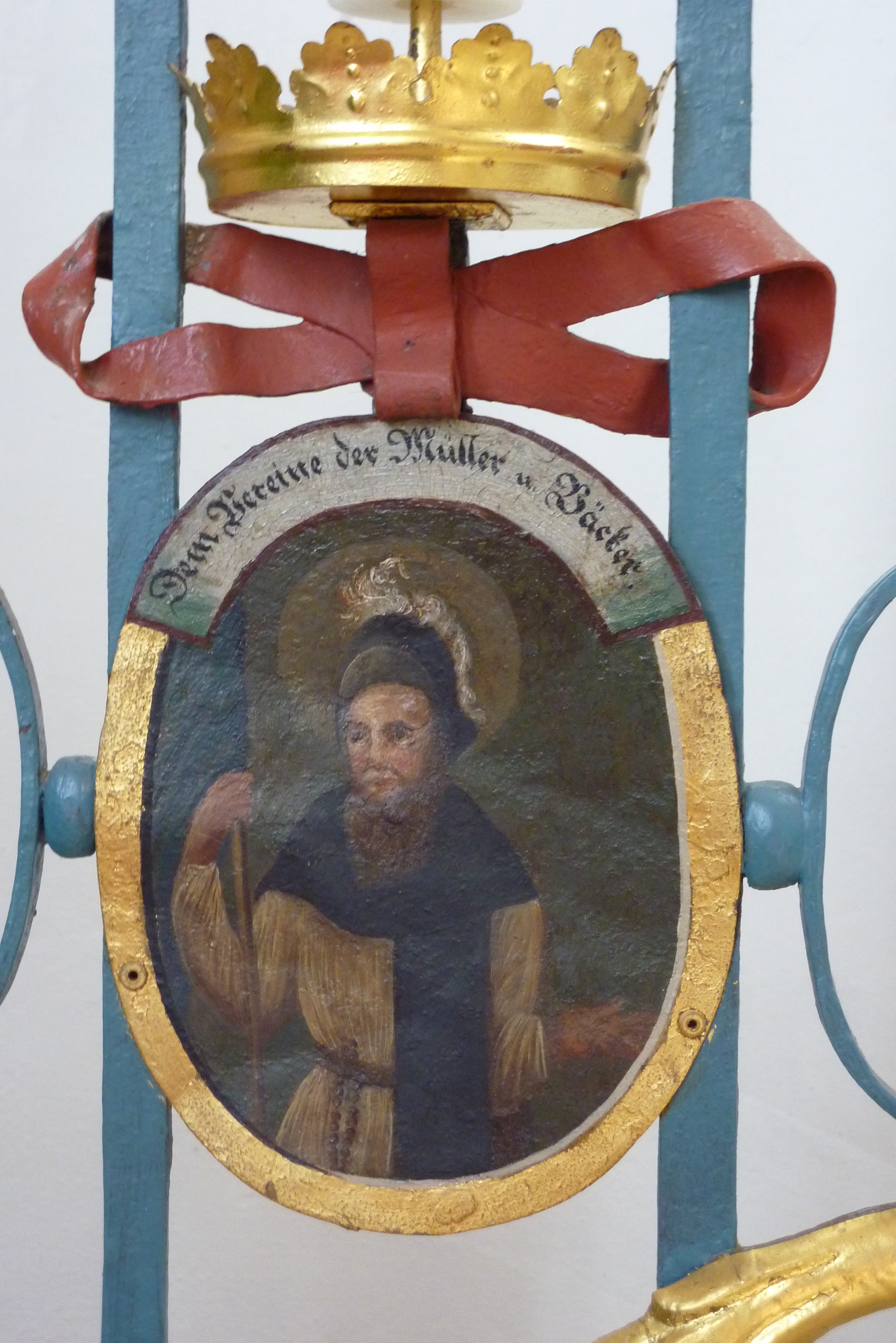
Heiliger Martin, Patron der Müller und Bäcker
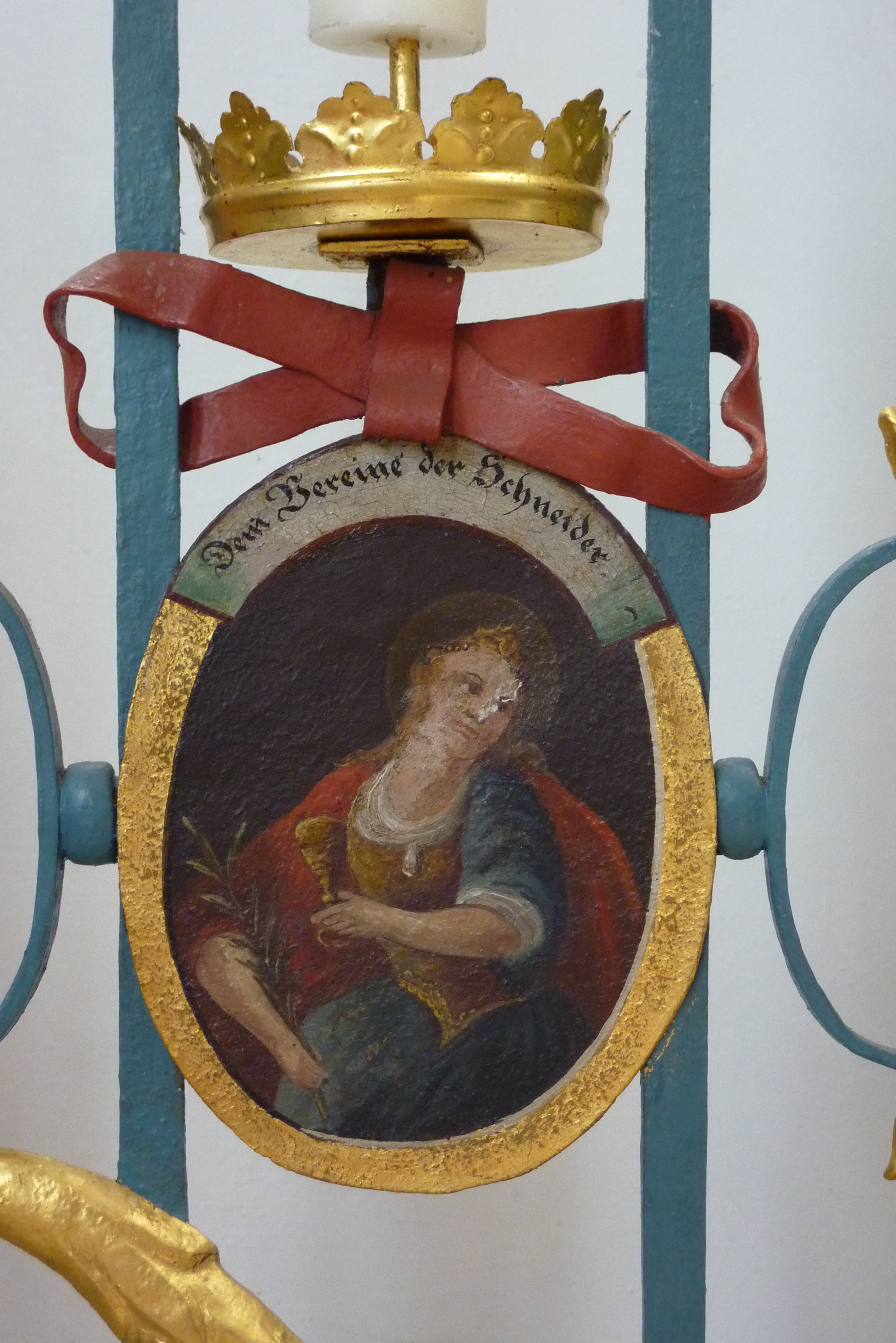
Heilige Barbara, Patronin der Schneider
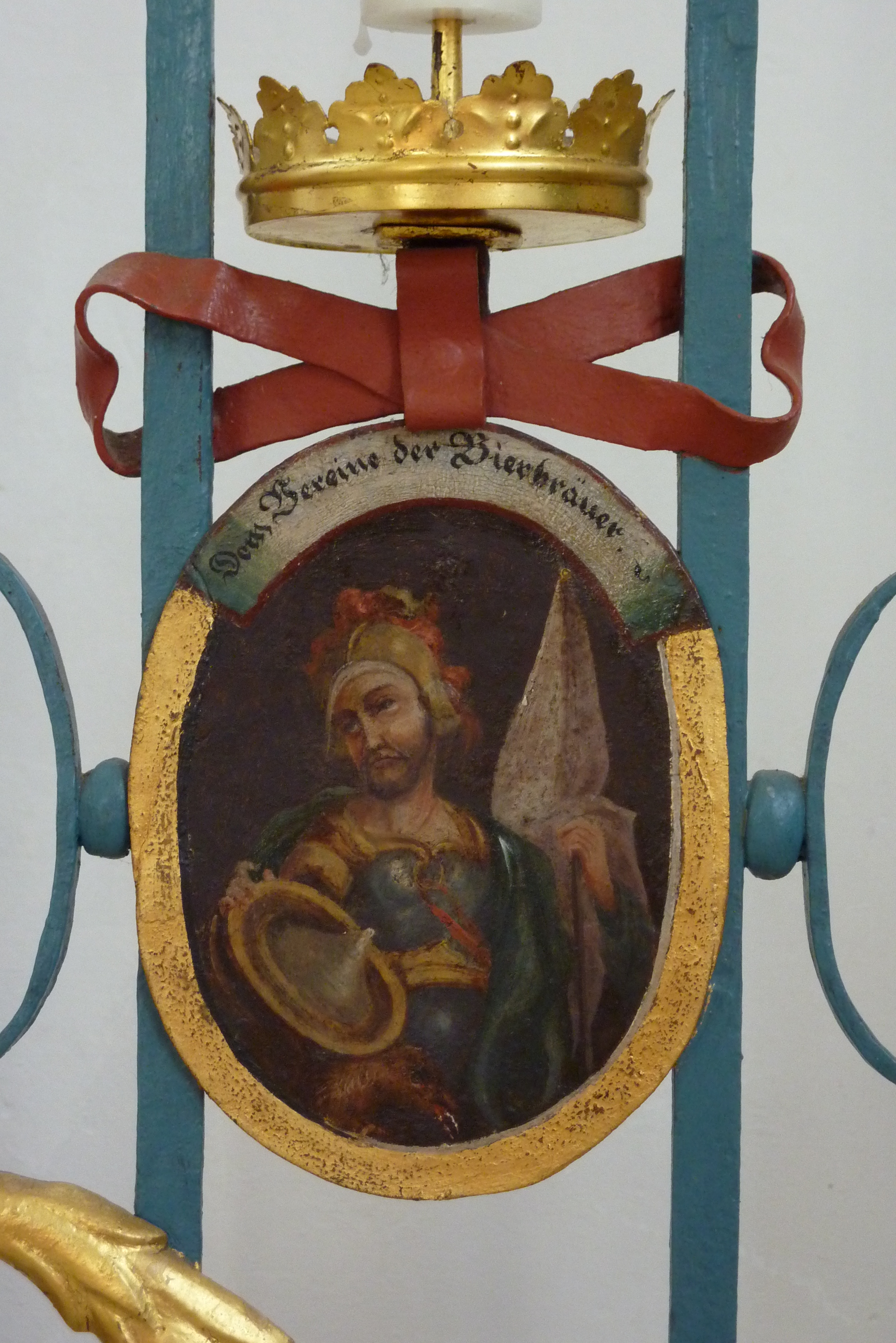
Heiliger Vitus, Patron der Bierbrauer
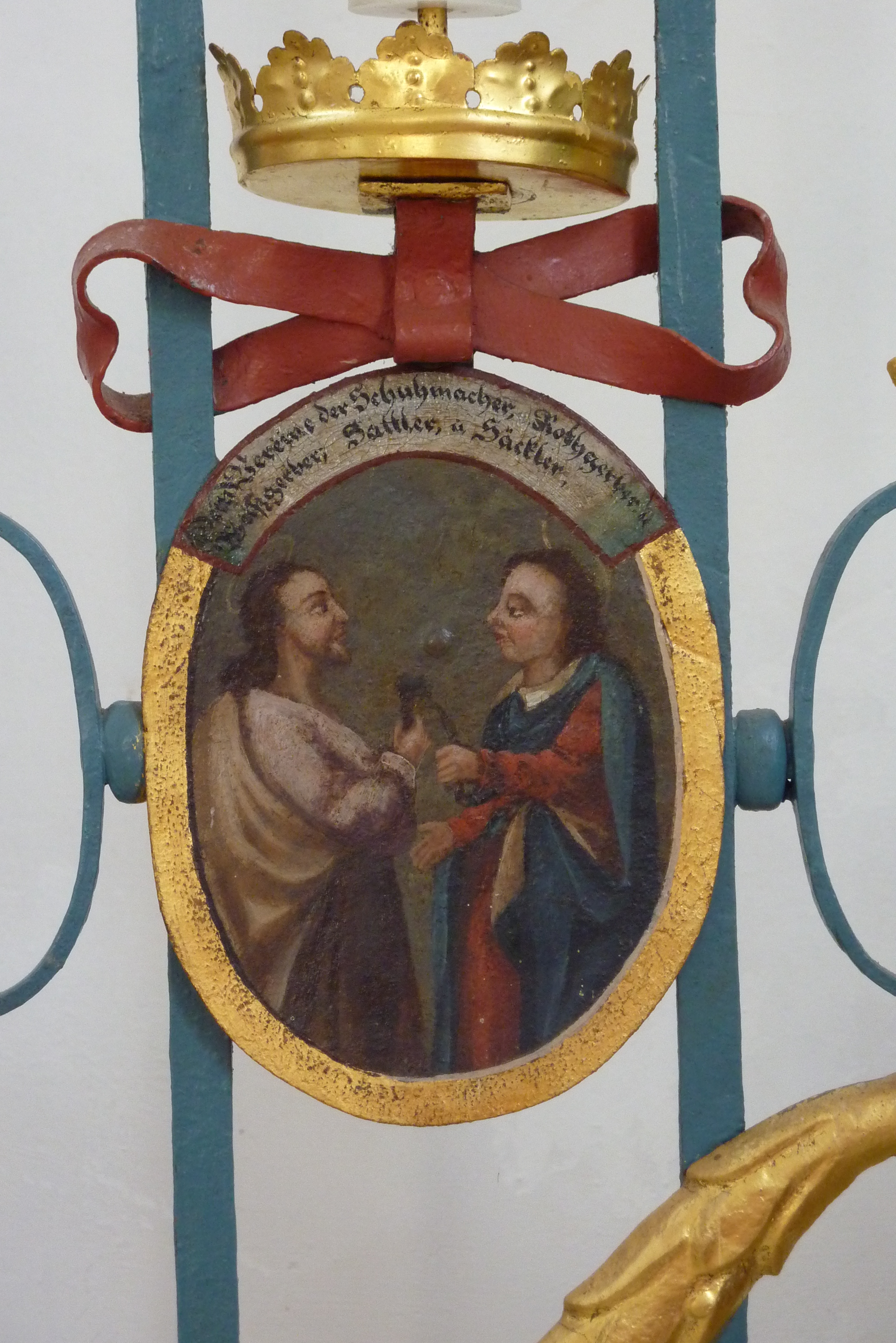
Cosmas und Damian, Patrone der Schuhmacher, Gerber, Sattler

### Orgel

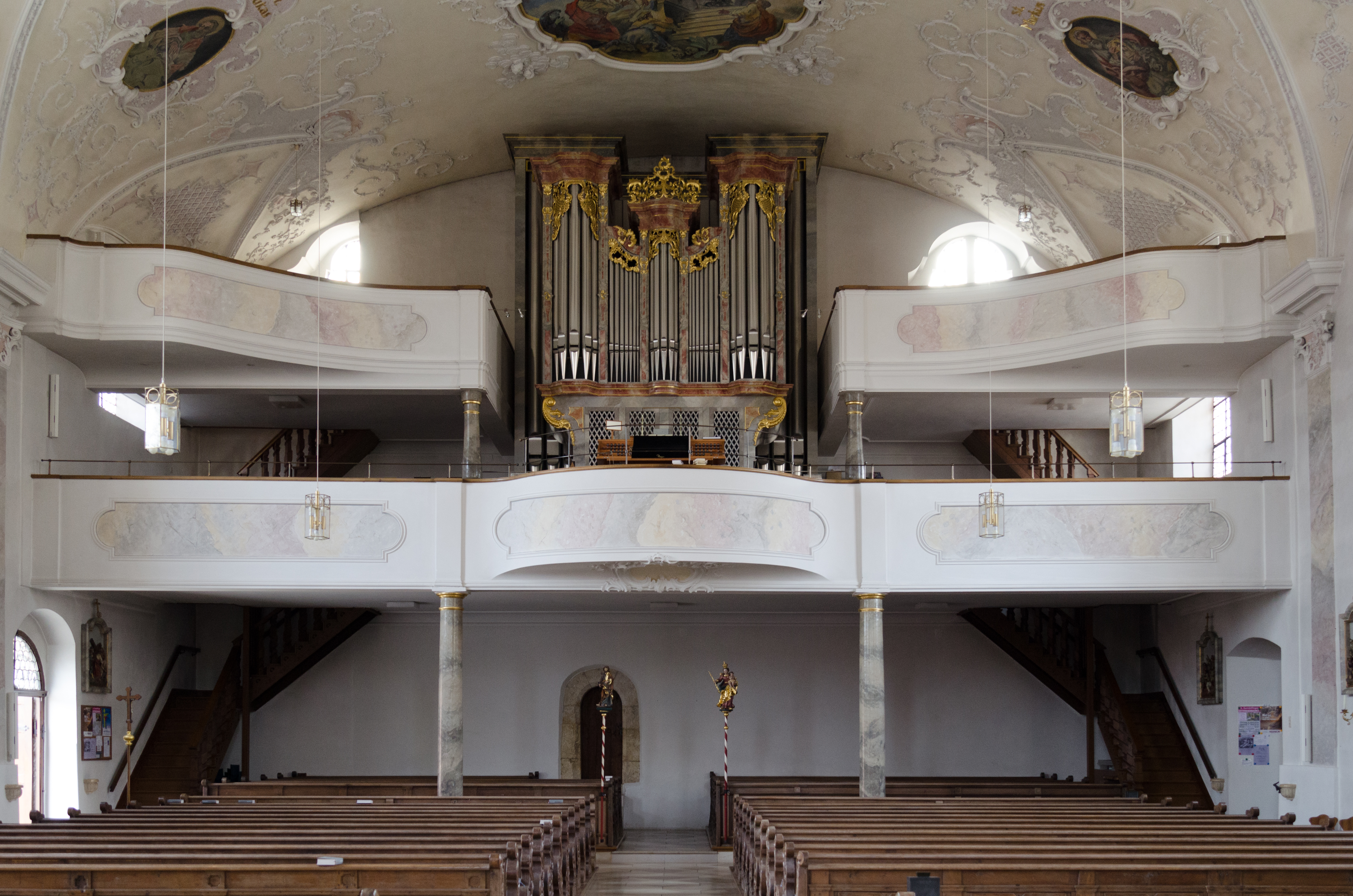
Blick auf die Orgel

Die Orgel wurde 1998 von der Orgelbaufirma Rieger erbaut. Das Schleifladen-Instrument hat 40 Register auf drei Manualwerken und Pedal.
| I Hauptwerk C–g3 |                  |        |
| 1.               | Bourdon          | 16'    |
| 2.               | Principal        | 08'    |
| 3.               | Bourdon          | 08'    |
| 4.               | Flûte harmonique | 08'    |
| 5.               | Octav            | 04'    |
| 6.               | Spitzflöte       | 04'    |
| 7.               | Superoctave      | 02'    |
| 8.               | Mixtur IV        | 01 ⁄3' |
| 9.               | Cornet V         | 08'    |
| 10.              | Fagott           | 16'    |
| 11.              | Trompete         | 08'    |

| II Positiv expressif C–g3 |                   |        |
| 12.                       | Holzgedackt       | 08'    |
| 13.                       | Rohrflöte         | 04'    |
| 14.                       | Sesquialtera II 0 | 02 ⁄3' |
| 15.                       | Principal         | 02'    |
| 16.                       | Larigot           | 01 ⁄3' |
| 17.                       | Scharff IV        | 01'    |
| 18.                       | Cromorne          | 08'    |
|                           | Tremulant         |        |

| III Schwellwerk C–g3 |                    |         |
| 19.                  | Viola major        | 16'     |
| 20.                  | Holzflöte          | 08'     |
| 21.                  | Gambe              | 08'     |
| 22.                  | Voix céleste       | 08'     |
| 23.                  | Prestant           | 04'     |
| 24.                  | Flûte traversière  | 04'     |
| 25.                  | Nazard             | 02 ⁄3'  |
| 26.                  | Quarte de Nazard   | 02'     |
| 27.                  | Tierce             | 01 3⁄5' |
| 28.                  | Plein Jeu VI       | 02 ⁄3'  |
| 29.                  | Trompette harm.    | 08'     |
| 30.                  | Hautbois           | 08'     |
| 31.                  | Clairon harmonique | 04'     |
| 32.                  | Voix humaine       | 08'     |
|                      | Tremulant          |         |

| Pedalwerk C–f1 |            |         |
| 33.            | Principal  | 16'     |
| 34.            | Subbaß     | 16'     |
| 35.            | Quintbaß   | 10 2⁄3' |
| 36.            | Principal  | 08'     |
| 37.            | Gemshorn   | 08'     |
| 38.            | Choralbaß  | 04'     |
| 39.            | Bombarde 0 | 16'     |
| 40.            | Posaune    | 08'     |

- Koppeln: II/I, III/I, III/II, I/P, II/P, III/P

## Leonhardskapelle

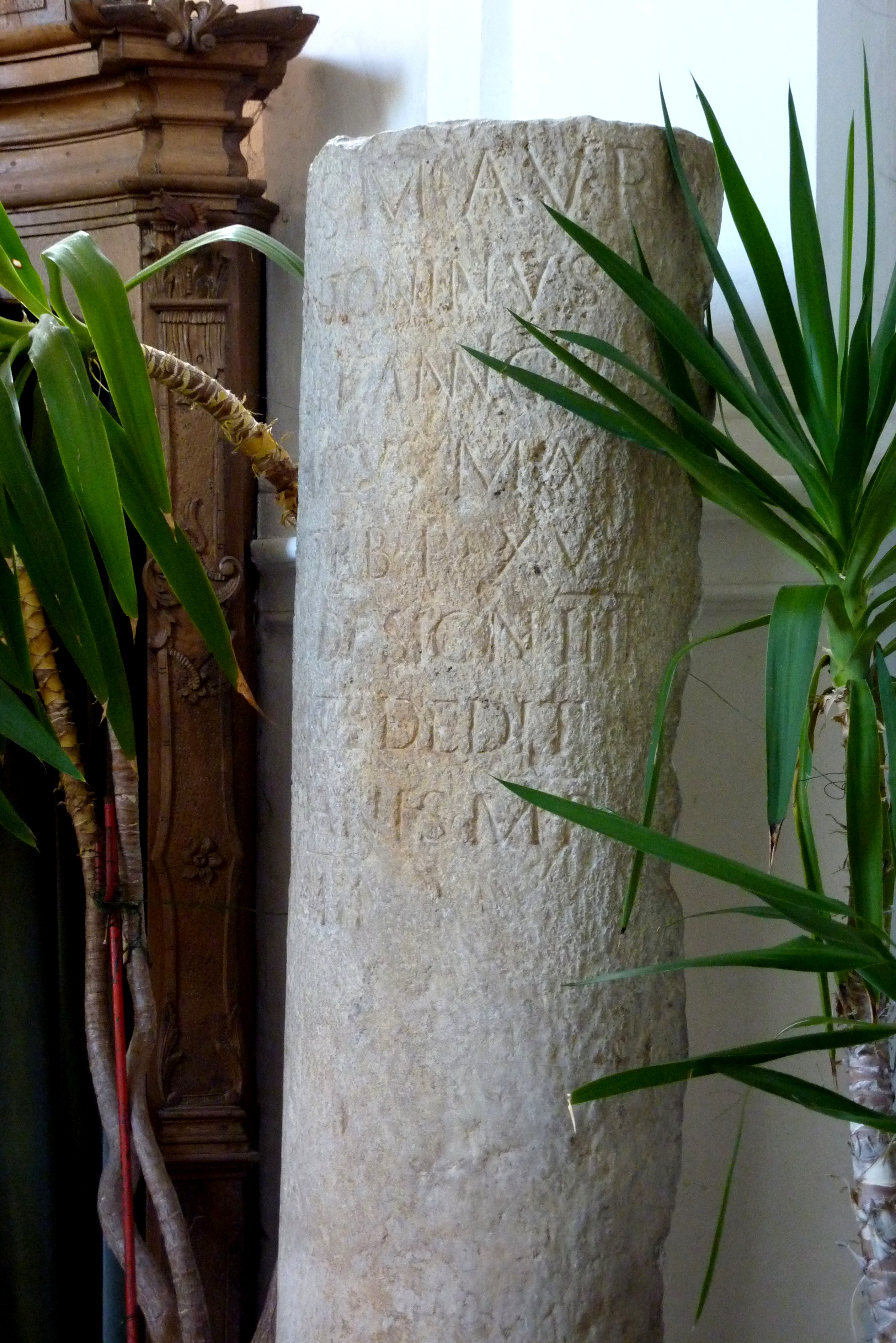
Römischer Meilenstein

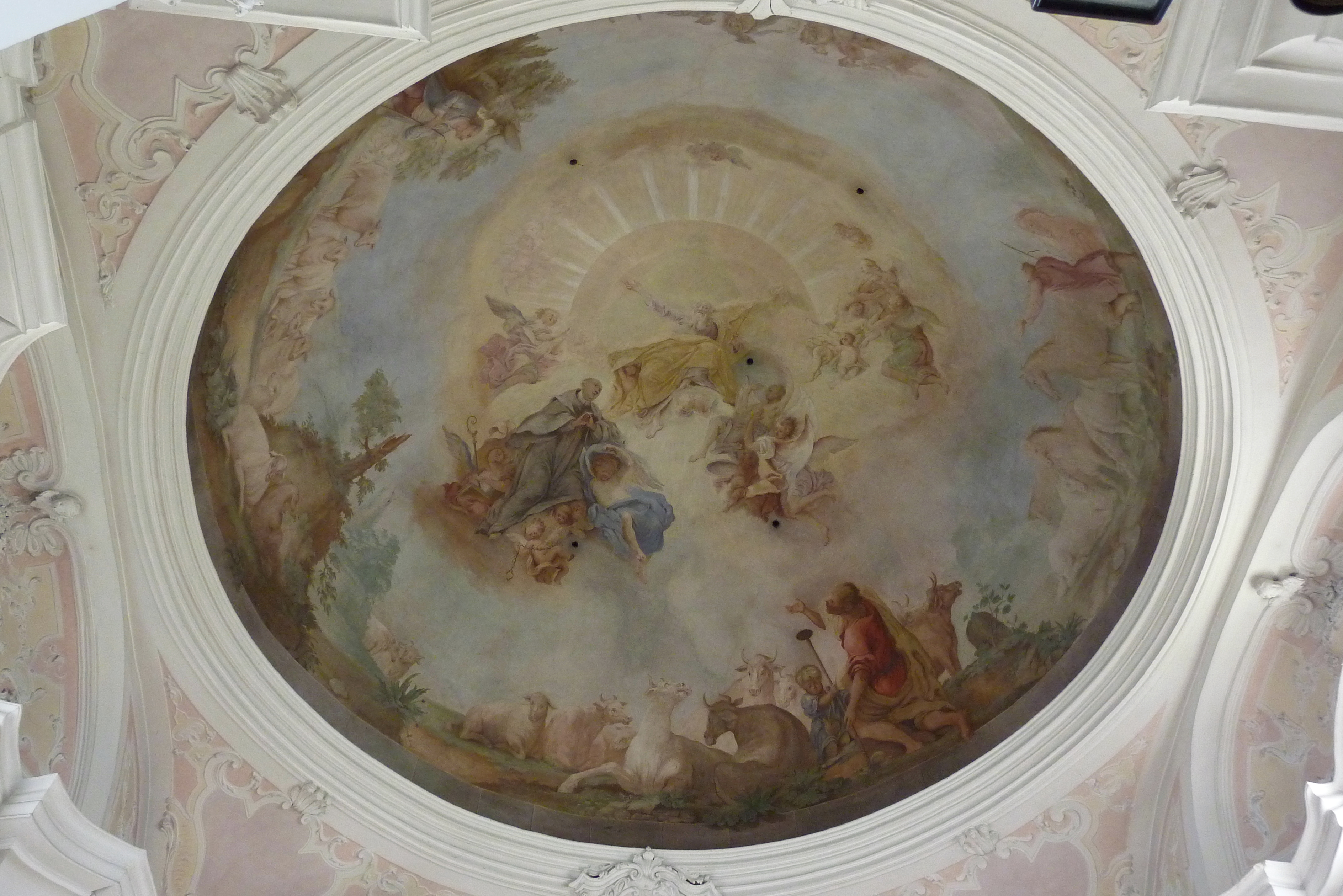
Deckenmalerei in der Leonhardskapelle

Das Deckenbild der Leonhardskapelle stellt ihren Schutzpatron, den hl. Leonhard von Limoges mit Abtsstab und seinem Attribut, den Eisenketten, dar, wie er vor Gott Fürbitte für die Gläubigen leistet. Das Bild trägt die Signatur: J. B. Enderle pinx 1787 (Johann Baptist Enderle malte es 1787). In der Kapelle wird ein römischer Meilenstein von 212 n. Chr. aufbewahrt, der 1981 bei Grabungen in der Kirche entdeckt wurde. In seiner Inschrift wird Phoebianis erwähnt, der römische Name für Faimingen.